# Bartosz Szewczyk
Bartosz Szewczyk (ur. 18 września 1997 w Otwocku) – polski zawodnik mieszanych sztuk walki (MMA). Były mistrz organizacji FEN w wadze półciężkiej. Od 2025 roku zawodnik największej polskiej organizacji KSW, w której zajmuje 7. miejsce w oficjalnym rankingu wagi półciężkiej.

## Kariera MMA

### FEN
W swojej pierwszej zawodowej walce, którą stoczył 20 lutego 2021 podczas gali FEN 32: Lotos Fight Night Warszawa zmierzył się z Achmiedem Salamowem. W drugiej rundzie Szewczyk zapiął duszenie zza pleców, po którym jego rywal stracił przytomność. Po walce otrzymał pierwszy bonus za poddanie wieczoru.
Ponad cztery miesiące później zawalczył z Kacprem Miklaszem podczas FEN 35: Lotos Fight Night Ostróda. Na tym wydarzeniu odniósł drugie zawodowe zwycięstwo, rozbijając ciosami rywala w pierwszej rundzie.
Podczas gali FEN 36, która odbyła się 16 października 2021 w szczecińskiej Netto Arenie zmierzył się z Michałem Piwowarskim. Zwyciężył przez nokaut w pierwszej rundzie.
Na następnej edycji gali wszedł w miejsce kontuzjowanego Adama Wieczorka i przystąpił do walki o tymczasowy pas mistrzowski FEN w wagi ciężkiej, mierząc się z Szymonem Bajorem. W drugiej rundzie został poddany przez bardziej doświadczonego rywala duszeniem zza pleców.
12 marca 2022 na gali FEN 39: Lotos Fight Night znokautował w pierwszej rundzie Ezequiela Silvino. Jego pierwotnym rywalem na tym wydarzeniu miał być Gruzin, Giorgi Kvelidze, jednak ten musiał wycofać się z walki z powodu kontuzji.
27 sierpnia 2022 podczas gali FEN 41: Tauron Fight Night Mrągowo zmierzył się z Dimitrijem Mikutsą. Po trzech rundach walki sędziowie wypunktowali niejednogłośnie zwycięstwo Szewczyka.
W kolejnej walce, którą stoczył 28 stycznia następnego roku na FEN 44: Orlen Paliwa Fight Night przegrał niejednogłośną decyzją (29-28, 28-29, 29-28) z Marcinem Łazarzem.

### Dana White’s Contender Series
W październiku 2024 roku wziął udział w programie Dana White’s Contender Series, gdzie miał szanse wywalczyć kontrakt z amerykańską organizacją Ultimate Fighting Championship (UFC). Jego rywalem był niepokonany Kazach, Diyar Nurgozhay. W drugiej rundzie został znokautowany kopnięciem na głowę.

### KSW
Pod koniec stycznia 2025 ogłoszono, że podpisał kontrakt z największą polską organizacją KSW. Pomimo zakontraktowania miał stoczyć jeszcze jeden pojedynek pożegnalny w klatce organizacji FEN.
W debiucie dla organizacji KSW zmierzył się z byłym pretendentem do pasa mistrzowskiego w wadze półciężkiej, Damianem Piwowarczykiem. Do pojedynku doszło na gali XTB KSW 103: Brichta vs. Charzewski, która odbyła się 21 lutego w czeskim Libercu. Po gali KSW 102 w Radomiu zadebiutował w oficjalnym rankingu KSW na pozycji siódmej. Szewczyk ponownie przegrał przez nokaut, tym razem w pierwszej rundzie.
Pod koniec lutego 2025 roku, organizacja FEN poinformowała kibiców o zwakowaniu tytułu Szewczyka.
Drugą walkę dla organizacji KSW stoczył 9 sierpnia 2025 podczas gali XTB KSW 109 w Warszawie, gdzie zmierzył się z Dawidem Kasperskim. Pojedynek zakończył się zwycięstwem Szewczyka przez niejednogłośną decyzję sędziów.

## Osiągnięcia

### Mieszane sztuki walki
- Fight Exclusive Night
  - 2024-2025: Mistrz FEN w wadze półciężkiej[29][27]
  - Bonus za nokaut wieczoru (dwa razy) vs. Michał Piwowarski (2021), Marcin Łazarz (2024)
  - Bonus za poddanie wieczoru (raz) vs. Achmied Salamow (2021)

## Lista zawodowych walk w MMA
| Wynik     | Bilans | Przeciwnik (bilans przed walką) | Rozstrzygnięcie                                              | Runda | Czas | Gala                                       | Data       | Miejsce             | Uwagi                                                                                |
| --------- | ------ | ------------------------------- | ------------------------------------------------------------ | ----- | ---- | ------------------------------------------ | ---------- | ------------------- | ------------------------------------------------------------------------------------ |
| Wygrana   | 9-4-1  | Dawid Kasperski (2-0)           | Decyzja (niejednogłośna)                                     | 3     | 5:00 | XTB KSW 109: Kuberski vs. Paczuski         | 09.08.2025 | Warszawa            |                                                                                      |
| Przegrana | 8-4-1  | Damian Piwowarczyk (8-4)        | KO (ciosy pięściami)                                         | 1     | 3:19 | XTB KSW 103: Brichta vs. Charzewski        | 21.02.2025 | Liberec             | Debiut w KSW. Co-Main Event.                                                         |
| Przegrana | 8-3-1  | Diyar Nurgozhay (9-0)           | KO (wysokie kopnięcie na głowę i ciosy pięściami w parterze) | 2     | 3:32 | Dana White’s Contender Series 2024: Week 8 | 01.10.2024 | Las Vegas           | Pojedynek o kontrakt z UFC. Main Event                                               |
| Wygrana   | 8-2-1  | Marcin Łazarz (15-9. 1 NC)      | KO (kopnięcie na wątrobę)                                    | 3     | 4:59 | FEN 52: Łazarz vs. Szewczyk 2              | 17.02.2024 | Ostrów Wielkopolski | Zdobył pas mistrzowski FEN w wadze półciężkiej. Bonus za nokaut wieczoru. Main Event |
| Wygrana   | 7-2-1  | Artem Ziemliakow (4-0-1)        | TKO (ciosy pięściami)                                        | 2     | 3:17 | UAE Warriors 45                            | 17.10.2023 | Abu Zabi            |                                                                                      |
| Wygrana   | 6-2-1  | Ederson Cristian Macedo (11-7)  | KO (cios pięścią)                                            | 1     | 4:07 | FEN 49: Fight Night Mrągowo                | 25.08.2023 | Mrągowo             | Co-Main Event                                                                        |
| Remis     | 5-2-1  | Łukasz Klinger (11-6)           | Remis (większościowy)                                        | 3     | 5:00 | FEN 46: Kuberski vs. Wojciechowski         | 27.05.2023 | Piła                |                                                                                      |
| Przegrana | 5-2    | Marcin Łazarz (13-9. 1 NC)      | Decyzja (niejednogłośna)                                     | 3     | 5:00 | FEN 44: Orlen Paliwa Fight Night           | 28.01.2023 | Ostrów Wielkopolski |                                                                                      |
| Wygrana   | 5-1    | Dimitrij Mikutsa (11-8)         | Decyzja (niejednogłośna)                                     | 3     | 5:00 | FEN 41: Tauron Fight Night Mrągowo         | 27.08.2022 | Mrągowo             |                                                                                      |
| Wygrana   | 4-1    | Ezequiel Silvino (6-1)          | TKO (ciosy pięściami)                                        | 1     | 4:00 | FEN 39: Lotos Fight Night                  | 12.03.2022 | Ząbki               |                                                                                      |
| Przegrana | 3-1    | Szymon Bajor (22-9)             | Poddanie (duszenie zza pleców)                               | 2     | 2:57 | FEN 37: Energa Fight Night Wrocław         | 27.11.2021 | Wrocław             | Pojedynek o tymczasowy pas mistrzowski FEN w wadze ciężkiej.                         |
| Wygrana   | 3-0    | Michał Piwowarski (5-2)         | TKO (ciosy pięściami)                                        | 1     | 2:25 | FEN 36: Fight Night Szczecin               | 16.10.2021 | Szczecin            | Bonus za nokaut wieczoru                                                             |
| Wygrana   | 2-0    | Kacper Miklasz (1-2)            | TKO (ciosy pięściami)                                        | 1     | 2:53 | FEN 35: Lotos Fight Night Ostróda          | 26.06.2021 | Ostróda             |                                                                                      |
| Wygrana   | 1-0    | Achmied Salamow (1-0)           | Poddanie (duszenie zza pleców)                               | 2     | 3:06 | FEN 32: Lotos Fight Night Warszawa         | 20.02.2021 | Warszawa            | Debiut w zawodowym MMA. Debiut w FEN. Bonus za poddanie wieczoru.                    |